# Know Your Enemy
Know Your Enemy (рус. «Знай своего врага») — шестой студийный альбом группы Manic Street Preachers, выпущен в марте 2001 года. Альбом достиг Top 20 во многих странах, включая Великобританию, Ирландию, Финляндию, Швецию, Австралию и Данию.
Know Your Enemy считается непоследовательным в музыкальном стиле, имея в наличии диапазон песен от энергичных песен лоу-фай, напоминающих о более ранних работах группы до мелодичных поп-песен, а также диско («Miss Europa Disco Dancer»). Также на альбоме Ники Уайр дебютирует в качестве вокалиста («Wattsville Blues») а Джеймс Дин Брэдфилд — в качестве автора текста для песни («Ocean Spray»).
Альбом получил своё название из произведения Сунь-цзы Искусство войны Часть III, «Акт стратега», в английском переводе звучавшем: «Таким образом говорится, что, если вы знаете других и знаете себя, вы не будете подвергаться опасности в ста сражениях; если вы не знаете других, но знаете себя, вы выиграете и проиграете один раз; если вы не будете знать других и не будете знать себя, то вы подвергнетесь опасности в каждом отдельном сражении». Рабочее название альбома было Фидель, в честь президента Кубы Фиделя Кастро.

## Список композиций
1. «Found That Soul» — 3:05
2. «Ocean Spray» — 4:11
3. «Intravenous Agnostic» — 4:02
4. «So Why So Sad» — 4:02
5. «Let Robeson Sing» — 3:46
6. «The Year of Purification» — 3:39
7. «Wattsville Blues» — 4:29
8. «Miss Europa Disco Dancer» — 3:52
9. «Dead Martyrs» — 3:23
10. «His Last Painting» — 3:16
11. «My Guernica» — 4:56
12. «The Convalescent» — 5:54
13. «Royal Correspondent» — 3:31
14. «Epicentre» — 6:26
15. «Baby Elián» — 3:37
16. «Freedom of Speech Won’t Feed My Children» — 2:59